# Panisopelma penai
Panisopelma penai är en insektsart som beskrevs av Burckhardt 1987. Panisopelma penai ingår i släktet Panisopelma och familjen rundbladloppor. Inga underarter finns listade i Catalogue of Life.